# Неудачник (мультфильм)
«Неудачник» — советский короткометражный мультфильм, выпущенный в 1972 году на киностудии «Беларусьфильм». Режиссёр мультфильма Владимир Голиков, сценарий написали Роман Качанов и Эдуард Успенский.
Мультфильм считается первым белорусским, а 1972 год — годом рождения белорусской анимации.

## Сюжет
Один мальчик очень плохо учится, потому что у него не хватает времени на учёбу. Всё своё время он тратит на дрессировку животных. Сначала он дрессирует кота, а потом быка, и это у него получается. Затем он устраивается на работу в цирк, где дрессирует уже цирковых животных. В конце фильма «неудачник» подводит итог: даже если человек в чём-то одном и талантливый, он всё равно должен хорошо учиться. Мальчик-дрессировщик переходит в 9-й класс и обещает исправиться в учёбе. Ведь ему стыдно, что он учит животных, а сам неуч.

## Съёмочная группа
| Режиссёр                  | Владимир Голиков, М. Лубянникова                                                              |
| Автор сценария            | Роман Качанов, Эдуард Успенский                                                               |
| Оператор                  | Г. Куринной                                                                                   |
| Композитор                | Андрей Шпенёв                                                                                 |
| Художник                  | П. Шинкевич                                                                                   |
| Мультипликатор            | Владимир Голиков                                                                              |
| Куклы и декорации         | Н. Бакуменко, Т. Каравай, М. Шкробот, С. Бобровская, С. Силкин, В. Матросов, А. Митропольский |
| Рисованная мультипликация | С. Семёнова, Юрий Мильтнер                                                                    |
| Звукооператор             | П. Дроздов                                                                                    |
| Монтажёр                  | Л. Ципкина                                                                                    |
| Ассистент режиссёра       | Г. Поночевная                                                                                 |
| Ассистент оператора       | Л. Виссарионова                                                                               |
| Ассистент художника       | В. Иванищенко                                                                                 |
| Редактор                  | Р. Романовская                                                                                |
| Директор                  | Т. Сычёв                                                                                      |

## Производство
Изначально сценарий был написан Эдуардом Успенским. Мультфильм был снят, смонтирован и озвучен, и, как считал режиссёр Владимир Голиков, был добротно сделан. Однако на показе в Москве он не понравился заместителю председателя Госкино Борису Павленку, который, по словам Голикова, держал обиду на Успенского. Павленок приказал переделать фильм. «Сели мы с Романом Качановым и начали его сколько можно ухудшать. Когда ухудшили до приемлемой кондиции, вот тогда его и приняли», — вспоминал Голиков, который остался недоволен результатом.